# Ernest William Goodpasture
Dr. Ernest William Goodpasture (17 d'octubre de 1886 – 20 de setembre de 1960)va ser un patòleg estatunidenc i un metge. Goodpasture va avançar la comprensió científica de la patogènia de les malalties infeccioses, el parasitisme i una varietat de rickettsia i virus. Juntament amb col·legues de la Universitat de Vanderbilt, va inventar mètodes per al creixement de virus i rickettsias en embrions i pollastre fertilitzat. Això va permetre el desenvolupament de vacunes contra la grip, varicel·la, verola, febre groga, tifus i altres malalties. També va descriure la síndrome de Goodpasture .